# Glacier de Frébouge
Le glacier de Frébouge, ou glacier de Frébouze, est un glacier du massif du Mont-Blanc. Il occupe le cirque situé entre les Grandes Jorasses, l'aiguille de Leschaux et le mont de Greuvettaz.